# Eupithecia jacksoni
Eupithecia jacksoni är en fjärilsart som beskrevs av Fletcher 1956. Eupithecia jacksoni ingår i släktet Eupithecia och familjen mätare. Inga underarter finns listade i Catalogue of Life.